# Methia brevis
Methia brevis là một loài bọ cánh cứng trong họ Cerambycidae.